# Parlamento de Frankfurt
Parlamento de Frankfurt foi uma tentativa de unificação da Alemanha ocorrida em 1848.
Em 1815, os 39 Estados alemães então existentes formaram uma confederação para resguardar sua independência. 
Na época, a Alemanha era menos adiantada que outros países europeus, e havia muitos que desejavam a unificação como forma de progredir. Em 1848, reuniu-se em um parlamento na cidade de Frankfurt am Main, com o objetivo de preparar a unificação. O projeto fracassou ante a recusa do rei Frederico Guilherme IV da Prússia em governar o novo império.